# Sébastien Denaja
Sébastien Denaja (né le 14 janvier 1979 à Montpellier) est un homme politique et juriste français.
Maître de conférences de droit public à l'Université Toulouse 1 Capitole, membre du Parti socialiste au sein duquel il a exercé différentes responsabilités nationales, il a été député de la 7e circonscription de l'Hérault de 2012 à 2017 et vice-président du groupe SRC à l'Assemblée nationale.

## Parcours professionnel
Sébastien Denaja est docteur en droit public de l'Université de Montpellier après avoir soutenu, en 2008, une thèse intitulée Expérimentation et administration territoriale, dirigée par le professeur Jean-Louis Autin, pour laquelle il a obtenu la mention très honorable avec les félicitations du jury et le prix de thèse de la faculté de droit de Montpellier. Il est maître de conférences de droit public à l'université de Toulouse 1 Capitole et membre de l'Institut Maurice Hauriou depuis 2009

## Parcours politique et mandats
Il adhère en janvier 1997 au Parti socialiste. De 1998 à 2002, il est membre du Conseil national de la jeunesse présidé par la ministre de la Jeunesse et des Sports Marie-George Buffet.
Il est élu député de la 7e circonscription de l'Hérault en juin 2012 face au député sortant Gilles d'Ettore.
Par la suite, il est proche de Ségolène Royal,. Il soutient François Hollande en vue de l'élection présidentielle de 2017. Après la renonciation de ce dernier, il devient l'un des porte-parole de Vincent Peillon pour la primaire citoyenne de 2017. Il est également membre de son comité politique. Après la victoire de Benoît Hamon, il devient l'un de ses porte-parole pour la campagne présidentielle.
Lors des élections législatives de 2017, il est battu au premier tour le 11 juin 2017 avec 12,43 % des voix.
Il soutient la candidature de Olivier Faure au poste de premier secrétaire du Parti socialiste pour le congrès du parti qui a lieu début 2018 et devient secrétaire national chargé de la Démocratie citoyenne, de la Justice, des libertés et des institutions.
En 2021, il est candidat aux élections régionales en Occitanie sur la liste menée par la présidente sortante Carole Delga. Il est élu conseiller régional après la victoire de la liste socialiste avec 57,78 % de voix au second tour.

### Mandats locaux
- Conseiller municipal d'opposition[12] de Sète depuis mars 2014
- Conseiller régional d'Occitanie depuis juin 2021, délégué à l’Europe et à la coopération internationale

## Travaux universitaires et publications

### Ouvrages collectifs
- Mythologies amoureuses de Sète, Sébastien Denaja et Yves Marchand, Les Editions de Paris, 2021.
- Indépendance(s). Études offertes au Professeur Jean-Louis Autin ; textes réunis et présentés par M. Clapié, S. Denaja et P. Idoux, 2012, 2 vol., Presses de la faculté de droit de Montpellier, 1694p.

### Thèse
- Expérimentation et Administration Territoriale, Thèse, Université Montpellier I, 2008, 668 pages.

### Articles
- "La fusion des régions en question", Pouvoirs locaux, n° 122, 05/2023, pp. 47-52.
- "Voter le budget d'une région en 2022", GFP n° 1-2023 / janvier-février 2023, pp. 39-44.